# Насонов Арсеній Миколайович
Арсе́ній Микола́йович Насо́нов (рос. Арсений Николаевич Насонов; 27 серпня 1898 —23 квітня 1965) — російський радянський історик, археограф, джерелознавець. Спеціаліст з історії Русі та літописання. Народився в Євпаторії, в родині науковців. Випускник Петроградського університету (1922). Арештований за антирадянську діяльність (1929—1930). Доктор історичних наук (1944). Науковий співробітник Ермітажу (1924—1927), Інституту історії АН СРСР (1935—1965, з перервами). Член Археографічної ради Інституту історії (1951—1956) і Археографічної комісії при АН СРСР (1956—1965). Дослідив межі Руської землі і описав процес формування Давньоруської держави. Відкрив понад 1000 нових рукописів пов'язаних із літописанням. Здійснив академічну публікацію Псковських літописів, Новгородського першого літопису тощо. Помер у Москві, СРСР. Похований на Новодівичому цвинтарі. Посмертно реабілітований (1997).

## Біографія
Арсеній Насонов народився 27 серпня 1898 року в Євпаторії, Таврійська губернія, Російська імперія, в родині російських науковців. Його батьком був зоолог Миколай Насонов, матір — Катерина Корнілова, дворянка, донька російського урядовця Олександра Корнілова, сестра російського історика Олександра Корнілова. Братами Арсенія були біолог Дмитро Миколайович Насонов та інженер Всеволод Насонов.
У лютому-грудні 1920 років Насонов служив у РККА.
1922 року Насонов закінчив історичне відділення факультету суспільних наук 1-го Петроградського університету. Вчителями Насонова були Михайло Присьолков, Олександр Заозерський, Сергій Рождественський.
Насонов працював науковим співробітником Історичного інституту Петроградського університету (1922—1923) й помічником хранителя Відділу нумізмантики Державного Ермітажу (1924—1927). Він займався вивченням історії розвитку великого землеволодіння в Росії XIX ст., на прикладі володінь князів Юсупових.
У квітні 1929 року Насонова арештували за підозрою в участі антирадянської групи, що була пов’язана із закордонною еміграцією. Його звинуватили у поширенні антирадянської літератури і антирадянській агітації. У вересні того ж року колегія ОГПУ засудила Насонова до 3 років тюрми. У квітні 1930 року його достроково звільнили «через хворобу».
Незважаючи на судимість, Насонов відновився на науковій роботі: був співробітником Історично-археографічного інституту АН СРСР (1935—1942, 1945—1965), який 1936 року перейменували на Інститут історії АН СРСР. У 1941—1942 роках, під час радянсько-німецької війни, він перебував у евакуації в Ашхабаді, де завідував сектором історії Інституту історії, мови і літератури Туркменського філіалу АН СРСР. У 1942—1945 роках Насонов перебував на військовій службі, займався пропагандистською роботою в Червоній армії.

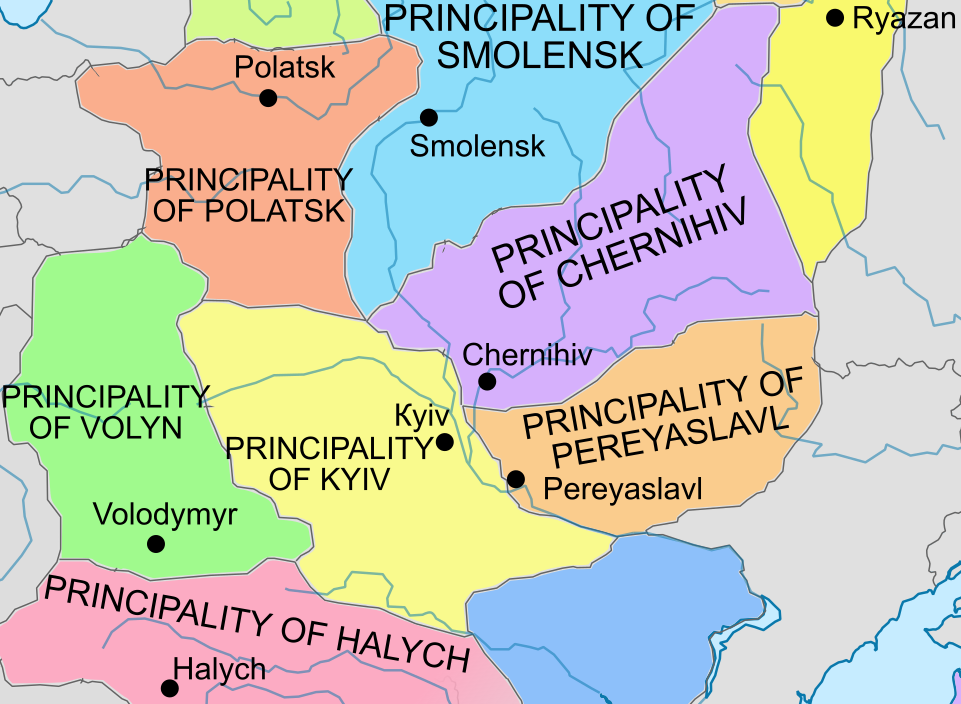
"Трикутник Києва, Чернігова та Переяславля" 1132 року. На думку Насонова (1951), ці 3 князівства становили ядро того, що руські джерела кінця 11 - початку 13 століття визначали як "Русь", або "Руська земля".

У 1930-ті роки Насонов став першим в російській історіографії дослідником, який на основі аналізу різноманітних джерел (руських літописів, грамот, іноземних хронік, агіографічних пам’яток) предметно висвітлив період монгольського панування в Русі. 1941 року він захистив дисертацію кандидата історичних наук на тему «Монголи і Русь», а 1944 року — дисертацію доктора історичних наук на тему «Нариси з історії давньоруського літописання».
У 1940-х роках Насонов вивчав історію формування території Руської землі та Давньоруської держави. Він локалізував Русь у Середньому Подніпров’ї, між Києвом, Черніговом і Переяславом. Насонов показав, що об’єднання Руської землі із Новгородом дало початок Давньоруській державі — Київській Русі. Дослідник вважав її поліетнічною державою, наголошуючи що державні кордони виходили за межі розселеня східнослов’янських племен. Результати Насонова по цій темі були опубліковані в монографії «Руська земля і утворення території Давньоруської держави» (1951).
Насонов був членом Археограчної ради Інституту історії АН СРСР (1951—1956) і Археографічної комісії при АН СРСР (1956—1965).
Основною темою робіт пізнього Насонова була історія літописання. Він вивчав і опублікував Псковські літописи (1941—1955), Новгородський перший літопис (1950), Ніканоровський літопис та інші. Він з'ясував, що тверське літописання виникло в останній чверті XIII ст. і розвивалося до кінця XV ст. Також, Насонов віднайшов у Центральному державному архіві СРСР книгу Водської п'ятнини 1568 року.
У 1950-х роках Насонов здійснив величезну роботу з дослідження рукописів, що містили літописні тексти, виявивши в архівах понад 1000 таких рукописів (до цього вважалося, що їх лише 200). Підсумком цієї праці стала «Історія руського літописання XI — початку XVIII ст.», яка вийшла посмертно в 1969 році. Насонов показав, що традиція літописання проіснувала в Московії до Петра І, а її розквіт припав на XV ст. Дослідник також удосконалив методологію вивчення літописів, зокрема, спосіб відновлення первісного тексту.
Арсеній Насонов помер у 23 квітня 1965 року в Москві. Його поховали на Новодівичому цвинтарі. 9 жовтня 1997 року Насонова реабілітували посмертно.

## Праці

### Дисертації
- Монголы и Русь, 1941 (кандидатська дисертація)
- Очерки по истории древнерусского летописания, 1944 (докторська дисертація)

### Видання джерел
- Псковские летописи, вып. I. Москва—Ленинград:, 1941, 147 с.
- Новгородская первая летопись старшего и младшего изводов / АН СССР, Институт истории; отв. ред. М. Н. Тихомиров; под ред. и с предисл. А. Н. Насонова. Москва—Ленинград: Издательство АН СССР, 1950.
- Псковские летописи, вып. ІІ. Москва, 1955, 326 с.
- Полное собрание русских летописей, Т. XXVII. Никаноровская летопись. Сокращенные летописные своды конца XV века. Москва—Ленинград, 1962, 417 с.
- Правда Русская, Т. III. Москва, 1963.

### Монографії
- Насонов А. Н. Монголы и Русь: История татарской политики на Руси. Москва—Ленинград: Академия наук СССР. Институт истории, 1940. 178 с.
- Псковские летописи. Вып. 1 / Публикация А. Н. Насонова. Москва, Ленинград, 1941.
- Насонов А. Н. «Русская земля» и образование территории Древнерусского государства. Историко-географическое исследование. Москва, 1951, 260 с. (фрагмент: Глава II. С. 27-44. [Архівовано 15 грудня 2019 у Wayback Machine.])
- Насонов А. Н. История русского летописания XI — начала XVIII века. Очерки и исследования / Отв. ред. академик Б. А. Рыбаков. Москва: Наука, 1969. 555 с. (посмертне видання)

### Статті
- Насонов А. Н. Князь и город в Ростово-Суздальской земле // Века. Исторический сборник, вып. 1. Петроград., 1924, C. 3—27.
- Насонов А. Н. Юсуповские вотчины в XIX веке // Доклады АН СССР, серия В, январь — февраль 1926, Ленинград, C. 1—4.
- Насонов А. Н. Из истории крепостной вотчины XIX века в России // Известия АН СССР, VI серия, 15 апреля — 1 мая, № 7—8. Ленинград, 1926, С. 499—526.
- Насонов А. Н. Летописные своды Тверского княжества // Доклады АН СССР, серия В, ноябрь — декабрь 1926, Ленинград, C. 125—128.
- Насонов А. Н. Хозяйство крупной вотчины накануне освобождения крестьян в России // Известия АН СССР, серия VII, № 4—7. Ленинград, 1928, C. 343—374.
- Насонов А. Н. Летописные памятники Тверского княжества // Известия АН СССР. VII серия, Отделение гуманитарных наук. Ленинград, 1930, № 9. С. 709—738; № 10, С. 739—773.
- Насонов А. Н. О неизданной рукописи А. А. Шахматова: Обозрение летописных сводов // Проблемы источниковедения, сб. II. Москва—Ленинград, 1936, С. 279—298.
- Насонов А. Н. Летописные памятники Пскова // Историк-марксист, 1937, № 5—6, С. 271—272.
- Насонов А. Н. Полководец Димитрий Донской (Из истории нашей Родины) // Вечерняя Москва, 27 мая 1939.
- Насонов А. Н. Татарское иго на Руси в освещении М. Н. Покровского // Против антимарксистской концепции Покровского, ч. 2. Москва—Ленинград, 1940, С. 59—90.
- Насонов А. Н. Тмуторокань в истории Восточной Европы X века // Исторические записки, Т. 6, 1940, С. 79—99.
- Насонов А. Н. О русском областном летописании // Известия АН СССР. Серия истории и философии, 1945, Т. 2, № 4, С. 290—292.
- Насонов А. Н. Из истории псковского летописания // Исторические записки. Т. 18, 1946, С. 255—294.
- Насонов А. Н., Зимин А. А. О так называемом Троицком списке Новгородской первой летописи // Вопросы истории, № 2, 1951, С. 89—91.
- Насонов А. Н. К вопросу об образовании древнерусской государственной территории (Ответ на рецензию В. Т. Пашуто. — «Вопросы истории», 1953, № 8). // Вопросы истории, 1954, № 12, С. 111—113.
- Насонов А. Н. Летописный свод XV века (по двум спискам) // Материалы по истории СССР, вып. 2. Москва, 1955, С. 273—321.
- Насонов А. Н. Летописные памятники хранилищ Москвы (новые материалы) // Проблемы источниковедения, вып. IV. Москва, 1955, С. 243—285.
- Насонов А. Н. Материалы и исследования по истории русского летописания // Проблемы источниковедения, вып. VI. Москва, 1958, С. 235—274.
- Насонов А. Н. О тверском летописном материале в рукописях XVII в. // Археографический ежегодник за 1957 год. Москва, 1958, С. 26—40.
- Насонов А. Н. Начальные этапы киевского летописания в связи с развитием Древнерусского государства // Проблемы источниковедения, вып. VII. Москва, 1959, С. 416—462.
- Насонов А. Н. Об отношении летописания Переяславля Русского к киевскому (XII в.) // Проблемы источниковедения, вып. VIII. Москва, 1959, С. 466—494.
- Насонов А. Н. Московский свод 1479 г. и его южнорусский источник // Проблемы источниковедения, вып. IX. Москва, 1961, С. 350—385.
- Насонов А. Н. Московский свод 1479 г. и Ермолинская летопись // Вопросы социально-экономической истории и источниковедения периода феодализма в России. Москва, 1961, С. 218—222.
- Насонов А. Н. Малоисследованные вопросы ростово-суздальского летописания XII века // Проблемы источниковедения, вып. X. Москва, 1962, С. 349—392.
- Насонов А. Н. Новые источники по истории Казанского взятия // Археографический ежегодник за 1960 год. Москва, 1962, С. 3—26.
- Насонов А. Н. Лаврентьевская летопись и владимирское великокняжеское летописание первой половины XIII в. // Проблемы источниковедения, вып. XI. Москва, 1963, С. 429—480.

### Рецензії
- Насонов А. Н. Рецензия на книги Ф. В. Баллода: «Старый и Новый Сарай, столицы Золотой Орды» и «Приволжские «Помпеи»» // Zeitschrift für slawische Philologies Leipzig, 1929, Bd. V, Doppelheft 3/4, S. 494—498.

### У книгах
- Насонов А. Н. Владимиро-Суздальское княжество // Очерки истории СССР. Период феодализма. IX—XIII вв. Москва, 1953, гл. 3, § 4а, C. 320—334.
- Насонов А. Н. Знание и просвещение // Очерки истории СССР. Период феодализма. IX—XIII вв. Москва, 1953, гл. 3, § 56, С. 463—471.
- Насонов А. Н. Образование феодальных княжеств и республик и судьба Киевской земли (раздел о территории княжеств) // Очерки истории СССР. Период феодализма. IX—XIII вв. М, 1953, гл. 3, § 3, С. 310—320.
- Насонов А. Н., Бахрушин С. В., Данилова Л. В., Кочин Г. Е. Новгородская и Псковская феодальные республики в XIV—XV вв. (текст о Пскове) // Очерки истории СССР. Период феодализма. XIV—XV вв. Москва, 1953, гл. 1, § 7, С. 167—191.
- Насонов А. Н., Бахрушин С. В., Черепнин Л. В., Кочин Г. Е. Образование территории Русского централизованного государства // Очерки истории СССР. Период феодализма. XIV—XV вв. Москва, 1953, гл. 1, § 5, с. 132—143.
- Насонов А. Н., Бахрушин С. В., Черепнин Л. В., Будовшщ И. У., Померанцева Э. В., Базилевич К. В., Бакланова Н. А. Русская культура и быт XIV—XV вв. // Очерки истории СССР. Период феодализма. XIV—XV вв. Москва, 1953, гл. 3, с. 334—409.
- Насонов А. Н. Завоевание Туркмении Монгольским государством и установление монгольского ига // Очерки из истории туркменского народа и Туркменистана в VIII—XIX вв. Ашхабад, 1954, С. 134—160.
- Насонов А. Н. Рост общественного разделения труда и развитие внутреннего рынка // Очерки истории СССР. Период феодализма. Конец XV в. — начало XVII в. Москва, 1955, гл. I, § 4, С. 62-80.
- Насонов А. Н. Углубление процесса общественного разделения труда и складывание предпосылок всероссийского рынка // Очерки истории СССР.  Период феодализма. Конец XV в. — начало XVII в. Москва, 1955, гл. II, § 4, С. 249-261.